# نبیل زرندی
ملا محمد زرندی ۱۲۱۳–۱۲۷۱ خورشیدی (۱۸۳۱–۱۸۹۲ میلادی)، تاریخ‌نگار و شاعر بهائی است. او به نبیل زرندی یا نبیل اعظم شهرت داشت. بهاءالله لقب نبیل - به معنای شریف و نجیب - را به وی اعطاء کرده بود. نبیل زرندی در سال ۱۲۲۶ خورشیدی به سیدعلی محمد باب ایمان آورد و پس از او از پیروان و حواریون اولیهٔ بهاءالله گردید و در راه او مصائب بسیاری متحمل شد. وی کتاب تاریخ «مطالع الانوار» را که شرحی از تاریخ اولیهٔ آیین‌های بابی و بهائی است به رشتهٔ تحریر درآورد. این کتاب به ملاحظهٔ بهاءالله و قسمت‌هایی هم به نظر عبدالبهاء رسید و شوقی افندی آن را ترجمه کرد. همچنین اشعار عاشقانه و عارفانه‌ای که بیشتر در قالب مثنوی و غزل سروده شده، از او به جای مانده‌است. بهاءالله به افتخار او الواح مهمی از جمله سورةالصبر و سورةالحج را نگاشت و عبدالبهاء شرحی از احوال او را در یکی از کتاب‌های خود به نام تذکرةالوفا آورد. نبیل زرندی پس از ایمان به باب شروع به تبلیغ تعالیم او نمود. پس از اعدام باب در تبریز، خود را به‌عنوان رهبر بابی‌ها معرفی کرد ولی پس از ملاقات با بهاءالله در بغداد از ادعای خویش دست کشیده از پیروان وی شد و شروع به آموزش دیگران به تعالیم بهاءالله نمود. از جمله افرادی که بعد از گفتگو با نبیل از پیروان بهاءالله گردید جوانی بود به‌نام آقا بزرگ خراسانی (ملقب به بدیع) که در تاریخ بهائی از حواریون بهاءالله محسوب می‌شود. نبیل پس از درگذشت بهاءالله در سال ۱۲۷۱ خورشیدی (۱۸۹۲ میلادی) به پیروی از جانشین وی، عبدالبهاء، پرداخت. اما غم درگذشت بهاءالله را نتوانست تحمل کند و خود را در دریا غرق کرد.

## زندگی
ملا محمد زرندی در جوانی چوپانی می‌کرد، اما مشتاق یادگیری بود. او سه سال بعد از دعوت باب در سال ۱۲۲۶ با قبول دعوی سید علی‌محمد باب، یکی از کسانی بود که نوشته‌های باب را رونویسی و تکثیر کرده بین مردم از طبقات مختلف به اطراف می‌فرستاد. به عنوان یک بابی هرگاه در تهران بود به منزل بهاءالله که مرکز ملاقات بابی‌ها و مسافران بود می‌رفت. وی خاطرات بسیاری از آن روزها را در کتاب تاریخ خود درج کرده‌است. چندی پس از اعدام علی‌محمد باب به فتوای علما، نبیل بر اساس الهامی که به او رسید ادعای رهبری جامعهٔ بابی‌ها را کرد. اما پس از سفرش به عراق و دیدار بهاءالله این ادعا را رها کرده در جرگهٔ پیروان وی درآمد. «نبیل» عنوانی است که بهاءالله به او داده‌است. بهاءالله او را همواره به مأموریت‌های مختلف به نقاط گوناگون می‌فرستاد. او در این سفرها به تحمل زندان و صدمات بسیاری در راه ایمان خود تن در داد. نبیل که یکی از رهبران فعال بابی بود در ابتدا ادعا کرده بود که موعود آیین بابی (یا همان من‌یظهره‌الله) است، اما به تشخیص خود متوجه شد که بهاءالله همان کسی است که بشارت‌های باب راجع به من‌یظهره‌الله دربارهٔ وی صادق افتاده و با مشاهدهٔ نحوهٔ رهبری بابی‌ها به‌وسیلهٔ بهاءالله از ادعای خود دست کشیده به پیروی از او پرداخت. او سپس یکی از همراهان بهاءالله در سفرهای تبعیدی او و خانواده‌اش شد. شوقی افندی او را یکی از حواریون بهاءالله نامید. نبیل یک شاعر مشهور بود اما شهرت او در جهان غرب نتیجهٔ انتشار نسخهٔ انگلیسی مطالع الانوار ترجمهٔ شوقی افندی است.

### سفرها و تجربیات نبیل زرندی
در زمان سکونت در ادرنه بهاءالله نبیل زرندی را به ایران فرستاد تا بابیان ایران را به اظهار علنی بهاءالله به عنوان «من‌یظهره‌الله»، موعود کتاب بیان خبر دهد. چون زیارت خانهٔ بهاءالله در بغداد، و خانهٔ علی‌محمد باب در شیراز از فرائض آیین بهائی است و در کتاب اقدس آمده، بهاءالله در ادرنه دو سورهٔ حجّ مخصوص هر یک از این اماکن نگاشته و نبیل اعظم را مأمور نمود که به بغداد و شیراز سفر کند و مراسم حجّ را در آن دو خانه که برای بهائیان مقدس است انجام دهد. از این رو نبیل زرندی نخستین و در واقع تنها کسی است که تا به امروز موفق شده تمام مراسم حجّ بهائی را به روشی که در آن دو لوح درج شده انجام دهد. پس از سفرهای متعدد نبیل بالاخره به همراهان بهاءالله در عکا پیوست. بهاءالله نبیل اعظم را از بغداد و ادرنه به سفرهای متعددی برای دیدار بابیان ایران فرستاد. در سال‌های ۱۲۴۶ و ۴۷ خورشیدی (۱۸۶۷ و ۶۸ میلادی) مهم‌ترین کار او آن بود که به بابی‌ها بگوید «من‌یظهره‌الله» در شخص بهاءالله ظاهر شده‌است. در یکی از این سفرها موفق شد اولین کسی باشد که به انجام مراسم حج، طبق حکم بهاءالله در زیارت منزل علی‌محمد باب در شیراز و خانهٔ مسکونی بهاءالله در بغداد شود. بهاءالله او را در سال۱۲۴۷ خورشیدی (۱۸۶۸ میلادی) به مصر فرستاد که به زندان افتاد. پس از آزادی از زندان وی عازم عکا شد، اما چون توسط پیروان ازل که در نزدیکی دروازهٔ شهر جا گرفته بودند شناسایی شد او را از شهر بیرون کردند. وی در اطراف آن دیار سفرها کرد و مدتی بر کوه کرمل و زمانی در ناصره زندگی می‌کرد. اما پس از چندی توانست وارد عکا شود. این بار توانست به‌مدت ۸۱ روز درون قلعهٔ عکا بماند و در این مدت بهاءالله را ملاقات کند. پس از این ملاقات به ایران فرستاده شد تا عدهٔ زیادی از بهائیان را در ایمانشان تقویت و ثابت کند. با کمک شخصی میرزا موسی، برادر بهاءالله، در سال۱۲۶۷ خورشیدی (۱۸۸۸ میلادی) شروع به نگارش مطالع الانوار کرد. تکمیل آن حدود یک سال و نیم طول کشید. قسمت‌هایی از پیش‌نویس این کتاب به تأیید بهاءالله و برخی قسمت‌ها نیز از نظر عبدالبهاء گذشت.

#### آقابزرگ خراسانی ملقب به بدیع (یکی از شاگردان نبیل زرندی)
داستان بدیع داستان جوانی است عصیانگر و به گفتهٔ پدرش غیرقابل تعلیم پس از ملاقاتش با نبیل و شنیدن داستان صدماتی که بهاءالله در راه تعالیم خود تحمل کرده مجذوب وی شده از راه موصل در سال ۱۲۴۸ خورشیدی (۱۸۶۹) برای دیدار بهاءالله وارد عکا شد. در دو جلسهٔ ملاقات با بهاءالله آقابزرگ شخصیت جدیدی یافت. بهاءالله او را مأمور به حمل لوح سلطان که نامه‌ای خطاب به ناصرالدین‌شاه ایران بود کرده و آقابزرگ را با عنوان بدیع ملقب نمود. وقتی که بدیع به ایران بازگشت و آن نامه را به دست ناصرالدین‌شاه رساند، دستگیر و شکنجه و در نهایت کشته شد. بهاءالله او را عنوان فخرالشهداء داد و شوقی افندی بدیع را یکی از نوزده حواریون بهاءالله نامید. این عنوان نشانهٔ ارجی است که بر خدمات ارزندهٔ بهائیان ایرانی در راه این آیین نهاده می‌شود.

## آثار
نگارش‌های نبیل زرندی هم به‌صورت نظم و هم به گونهٔ نثر موجود است. او شخصی با استعداد و شاعری خوش‌قریحه بود که بیشتر اشعار خود را به بیان وقایع تاریخی دوران آیین بابی و بهائی اختصاص داد. مشهورترین اشعار او به‌صورت مثنوی دربارهٔ تاریخ آیین بهائی است که به نام «مثنوی نبیل زرندی» در سال ۱۳۰۳ خورشیدی (۱۹۲۴) در ۶۵ صفحه در قاهره چاپ شد و سپس در سال ۱۳۷۴ خورشیدی (۱۹۹۵) در لانگنهان آلمان دوباره به چاپ رسید. وی در این مثنوی، وقایع مهم تاریخی را از اولین روزهای نهضت باب تا سال ۱۲۴۸ خورشیدی (۱۸۶۹) می‌نویسد. دومین مثنوی او در ۶۶۶ مصراع دربارهٔ تبعید بهاءالله از ادرنه به عکا است. یکی دیگر از اشعار تاریخی نبیل، مثنوی «وصال و هجر» است که در ۱۷۵ مصرع چاپ شده‌است. (ناشر: رأفتی، ۲۰۱۴، فصل ۶؛ ذکایی، صفحهٔ ۴۱۶) همچنین مثنوی زندگی آقا محمد قائنی نبیل اکبر در ۳۰۳ مصرع (گوشه‌هایی از خرمن ادب و هنر جلد ۱۳، صفحات ۱۰۸–۱۱۶). علاوه بر این‌ها نبیل یک مجموعهٔ بزرگ اشعار مختلف از خود به‌جا گذاشته که فقط جزئی از آن‌ها به چاپ رسیده‌است.
آثار نثر نبیل اعظم شامل مقالاتی در مورد تقویم بابی-بهائی و مقاله‌ای دربارهٔ احکام ارث در آیین بهائی (فاضل مازندرانی جلد چهارم صفحهٔ ۱۲۱۴) و شرح درگذشت بهاءالله (نبیل زرندی، مثنوی نبیل زرندی لانگنهاین، سال ۱۳۷۴ خورشیدی (۱۹۹۵)، صص ۶۷–۱۰۸) هستند. از این‌ها گذشته مشهورترین اثر نبیل کتاب مطالع الانوار، شرح طولانی تاریخ آیین بابی است که در عکا در سال‌های ۱۲۶۷–۱۲۶۹ خورشیدی (۱۸۸۸–۱۸۹۰) به رشتهٔ تحریر درآورد. این کتاب به ویرایش و ترجمهٔ شوقی افندی درآمده و برای اولین بار در سال ۱۳۱۱ خورشیدی (۱۹۳۲) در ایالات متحدهٔ آمریکا به چاپ رسید. مطالع الانوار، معتبرترین و اصیل‌ترین منبع بهائی از تاریخ اولیهٔ نهضت بابی در ایران است. این اثر به زبان‌های زیادی ترجمه شده و نقش مهمی در آشنا ساختن بهائیان در سراسر جهان با پیشینهٔ تاریخی آیین‌شان و درک رابطهٔ آن با جوّ جامعهٔ مذهبی ایران داشته‌است. اصل نسخهٔ خطی مطالع الانوار، که در بایگانی بین‌المللی بهائی در حیفا نگهداری شده‌است، شامل ۱۰۱۴ صفحه‌های ۲۲–۲۴ سطری است.

## درگذشت
نبیل زرندی در روزهای آخر زندگی بهاءالله بر بالین او می‌نشست. وی حالت حزن و اندوه آن روزها را در خاطرات خود ثبت کرده. نبیل اعظم به پیشنهاد عبدالبهاء با کنار هم قرار دادن چند اثر از بهاءالله، زیارتنامه‌ای تهیه نمود. بهائیان این زیارت‌نامه را تا به امروز در هنگام زیارت مرقدهای باب و بهاءالله قرائت می‌کنند. این اقدام نبیل مدتی به او آرامش بخشید، اما تحملش از دوری بهاءالله تمام شد و خود را در دریا غرق نمود. او سال درگذشت خود را با واژهٔ «غریق» که به حروف ابجد مطابق با ۱۳۱۰ هجری قمری (۱۲۷۱ خورشیدی) بود ثبت نموده‌است. شوقی افندی نبیل را به عنوان یکی از نوزده «حواریون» بهاءالله معرفی کرد (دنیای بهائی جلد سوم، ص ۸۰–۸۱). این عنوان، نشان‌دهندهٔ شناخت خدمات برجسته‌ای است که آن نوزده بهائی ایرانی فداکار و وفادار در راه ایمان خود انجام داده‌اند.

## مَن‌یُظهِرُهُ‌الله و مدعیان آن
مَن‌یُظهِرُهُ‌الله (به معنی: کسی که خدا ظاهرش می‌کند) به باور بابیان و بهائیان، فردی است که بنا به کتاب بیان فرستادهٔ خدا است و خداوند بعد از سید علی‌محمد باب او را به پیامبری برخواهد گزید تا راهنمای بشر و نجات‌بخش عالم باشد. به اعتقاد بهائیان، مَن‌یُظهِرُهُ‌الله، همان بهاءالله، شارع دیانت بهائی است.
سید علی‌محمد باب، مکرر در کتاب بیان به ظهور «مَن‌یُظهِرُهُ‌الله» اشاره کرده؛ و این شخصیت را پایهٔ همهٔ نام‌ها و صفات الهی معرفی کرده، دستورهای او را برابر با فرمان خداوند دانسته‌است. پس از اعدام باب در سال ۱۲۲۹ خورشیدی، دوسال بعد از آن واقعه چند نفر از بابی‌ها ادعای مقام‌های بلند روحانی از جمله ادعای مقام «مَن‌یُظهِرُهُ‌الله» را کردند. ابوالقاسم افنان در کتاب عهد اعلی آورده که بعد از شهادت باب ۲۵ نفر ادعا کردند که مظاهر حق اند یعنی هر یک «مَن‌یُظهِرُهُ‌الله» موعود هستند. نام نبیل در این لیست اسامی دیده می‌شود. بعدها بهاءالله در سال۱۲۴۲ خورشیدی (۱۸۶۳ میلادی) به‌طور خصوصی و سپس در سال ۱۲۴۵ خورشیدی (۱۸۶۶ میلادی) خود را مَن‌یُظهِرُهُ‌الله موعودِ بیان اعلام، و آیین بهائی را تأسیس کرد. نبیل پس از ملاقات با بهاءالله در بغداد از ادعای خود دست کشید و به پیروی از وی پرداخت. او شرح اعلان عمومی بهاءالله را در باغ رضوان بغداد به تفصیل درج نمود.